# Kilgulbin-Hängeschüssel

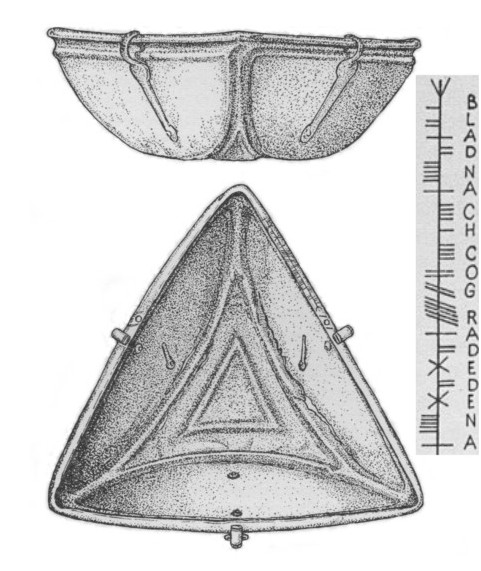
Seitliche Ansicht mit Kante (oberes Bild) und Ansicht von oben mit Ogham-Inschrift auf oberem Rand (unteres Bild)

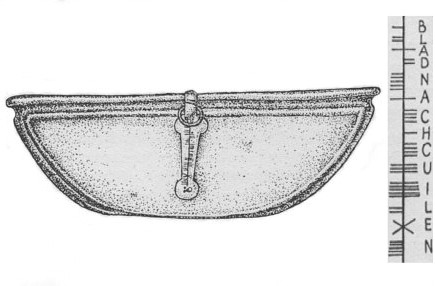
Seitliche Ansicht mit Ogham-Inschrift auf Plättchen an der Schüsselwand

Die Kilgulbin-Hängeschüssel (CIIC 1086) ist ein archäologischer Fund, der 1927 in einem Moor im Townland Kilgulbin East (irisch Cill Ghuilbin Thoir) in der Nähe von Ardfert, Grafschaft Kerry, Irland, in etwa 90 cm Tiefe beim Torfstechen entdeckt wurde. Es ist eine dreikantige Hängeschüssel aus Bronze mit einer Ogham-Inschrift. Die Hängeschüssel wird wegen ihrer speziellen Form auf etwa 400 n. Chr. datiert. Sprachliche Gründe legen nahe, dass die Einritzung der Ogham-Inschrift wahrscheinlich erst zwischen 650 und 800 n. Chr., erfolgte. Der Fund wird im Nationalmuseum von Irland in Dublin aufbewahrt.

## Beschreibung
Die Kilgulbin-Hängeschüssel wurde aus einem einzigen Stück dünner Bronze hergestellt. Sie hat die Form eines auf den Kopf gestellten dreikantigen Pyramidenstumpfes mit gewölbten Kanten. Die drei Seitenlängen an der Schüsselöffnung betragen 24,5 cm, 24,7 cm und 24,8 cm. Auf der Schüsselunterseite mit den kürzeren Seiten beträgt die durchschnittliche Seitenlänge 14 cm. Der Rand ist zur Verstärkung umgestülpt und hat eine Breite von 7 mm. Die Höhe der Schüssel beträgt 8 cm. Etwa in der Mitte an jeder der drei Seiten an der Schüsselöffnung ist eine Attasche zum Aufhängen, die mit einem an der Schüsselwand angebrachten Plättchen verbunden ist. An einem dieser Haken befindet sich noch ein Ring für die Aufhängung; die beiden anderen gingen in der Zeit nach der Entdeckung verloren. Die einzelnen Plättchen sind ohne Haken im Durchschnitt jeweils 6,2 cm lang.

## Inschrift
Auf der Schüssel ist eine zweiteilige Ogham-Inschrift zu erkennen. Bei einer Zeile kommen Macalister einerseits und Raftery mit McManus andererseits bei zwei Ogham-Zeichen zu unterschiedlichen Lesungen. Die Inschrift BLADNACH CUILEN befindet sich außen auf einem Plättchen, das mit dem Aufhängehaken verbunden und auf der Außenseite der Schüssel befestigt ist. Die Ogham-Zeichen werden vom Haken aus von oben nach unten gelesen. Die zweite Inschrift BLADNACH COGRADEDENA (bzw. COGRACETENA) ist beträchtlich abgenutzt, aber immer noch lesbar. Sie befindet sich auf dem umgestülpten Rand an einer Seite der Schüsselöffnung. Als Zeichen mit dem Lautwert E wurde ein Forfid verwendet.
BLADNACH und CUILEN sind wahrscheinlich Eigennamen, der Rest kann nicht sicher übersetzt werden.
Lesung nach Macalister:
᚛ᚁᚂᚐᚇᚅᚐᚉᚆᚉᚑᚌᚏᚐᚉᚕᚈᚕᚅᚐ᚜
᚛ᚁᚂᚐᚇᚅᚐᚉᚆᚉᚒᚔᚂᚕᚅ᚜
Übertragung:
BLADNACH COGRACETENA
BLADNACH CUILEN

Lesung nach McManus und Raftery:
᚛ᚁᚂᚐᚇᚅᚐᚉᚆᚉᚑᚌᚏᚐᚇᚕᚇᚕᚅᚐ᚜
᚛ᚁᚂᚐᚇᚅᚐᚉᚆᚉᚒᚔᚂᚕᚅ᚜
Übertragung:
BLADNACH COGRADEDENA
BLADNACH CUILEN

## Verwendung
In der Fachwissenschaft wird die Kilgulbin-Hängeschüssel als eine Hängelampe in der Form einer Schüssel angesehen.

## Besonderheit
Die Kilgulbin-Hängeschüssel gehört zu den nur zwölf bis heute in der Ogham-Fachliteratur erwähnten seltenen Kleinfunden, also Funde, bei denen die Ogham-Zeichen nicht in Steinplatten und Steinsäulen (etwa 400), sondern in kleine Objekte (vorwiegend Alltagsgegenstände) eingeritzt sind. Davon wurden einschließlich der Kilgulbin-Hängeschüssel sechs in Irland entdeckt, nämlich noch der Ballinderry-Würfel, die Ballyspellan-Fibel, der Dublin-Castle-Kamm, die Ennis-Perle und der Tullycommon-Knochen.